# Lingua avestica
La lingua avestica (obsoleto: lingua zenda, zendo) è stata una lingua iranica nord-orientale, appartenente alla famiglia linguistica indoeuropea oggi conosciuta come la lingua liturgica dello Zoroastrismo, in particolare come lingua dell'Avestā, il libro sacro di questa religione, da cui deriva il nome. Questa lingua deve essere stata, in un periodo storico non precisabile, anche una lingua parlata. Il fatto di essere la lingua di un'opera sacra le ha garantito un lungo periodo di uso come lingua scritta, ovvero per la composizione di altre opere e come lingua scritta ha continuato a essere utilizzata per molti anni ancora, a partire dal momento in cui cessò di essere una lingua parlata.

## Genealogia
Le lingue iraniche sono tradizionalmente classificate in "orientali" e "occidentali": all'interno di questo schema, l'avestico è considerato una lingua iranica orientale. Questa distinzione, tuttavia, è troppo limitativa per l'avestico, perché gli sviluppi linguistici che più tardi avrebbero distinto le lingue iraniche occidentali da quelle orientali, all'epoca in cui era parlato, non erano ancora avvenuti. Certo, l'avestico non è sicuramente l'antico persiano: in questo senso, "orientale" significa solo "non-occidentale".

## Forme e fasi dello sviluppo
La lingua avestica è attestata in due varietà differenti, conosciute come "avestico antico" (o "avestico gatico") e "avestico recente". L'avestico recente non si è sviluppato dall'avestico antico: le dovute varianti, infatti, differiscono non solo cronologicamente, ma sono proprio due dialetti differenti.
Ogni testo scritto in avestico, al di là del fatto che fosse composto originalmente in avestico antico o avestico recente, è andato incontro a molte trasformazioni. Karl Hoffmann ha tracciato le fasi seguenti, in ordine cronologico:
- Il linguaggio naturale di compositori del Gathas, il Yasna Haptanghaiti, le quattro preghiere sacre (Y. 27 e 54);
- Modifiche precipitato dal canto lento;
- Modifiche dell'antico avestico dovute alla trasmissione da parte di coloro che parlavano l'avestico recente;
- Il linguaggio naturale di coloro che composero i testi (grammaticalmente corretti) in avestico recente;
- Deliberate modifiche introdotte attraverso la "normalizzazione";
- Modifiche introdotte dal trasferimento in regioni dove non si parlava avestico;
- Riadattamenti/Traduzioni di porzioni di testi provenienti da altre regioni;
- Composizione di testi sgrammaticati e cronologicamente tardi in avestico;
- Notazione fonetica di testi avestici nell'archetipo sasanide;
- Deterioramento, avvenuto in epoca post-sasanide, della trasmissione scritta a causa di errata pronuncia;
- Errori e corruzioni del testo introdotte durante la fase di copiatura.

"Molte caratteristiche fonetiche non possono essere attribuite con certezza a un particolare stadio in quanto vi può essere più di una possibilità. Ogni forma fonetica che può essere attribuita all'archetipo sasanide sulla base di una valutazione critica delle evidenze prodotte dai manoscritti deve essere passata attraverso le fasi di cui sopra in modo che "avestico antico" e "avestico recente" significano in realtà nient'altro che "antico avestico e avestico recente del periodo sasanide".

## Alfabeto
L'alfabeto utilizzato per la lingua avestica fu sviluppato durante il III o IV secolo. A quell'epoca la lingua avestica si era già estinta da molti secoli ed era rimasta in uso solo come lingua liturgica, la lingua del canone dell'Avestā. Come ancora avviene oggi, le formule religiose venivano memorizzate dai sacerdoti e recitate.
L'alfabeto ideato per rendere graficamente l'avestico fu originariamente chiamato din dabireh, ovvero "scrittura religiosa". Essa consiste di 53 caratteri distinti ed è scritto da destra a sinistra. Tra i 53 caratteri sono circa 30 le lettere che sono variazioni di 13 grafemi della scrittura corsiva pahlavi, conosciuta da testi di epoca post-sasanide della tradizione zoroastriana. Questi simboli, come quelli di tutto l'alfabeto pahlavi, sono a loro volta basati sull'alfabeto aramaico. L'avestico riprende anche numerose lettere provenienti da altri sistemi di scrittura, in particolare le vocali, che sono per lo più derivati dall'alfabeto greco minuscolo. Alcune lettere sono proprio inventate ex novo, come ad esempio i simboli utilizzati per la punteggiatura. Inoltre, nell'alfabeto avestico vi è una lettera che non ha alcun corrispondenza nel sistema fonetico della lingua avestica: il carattere corrispondente al fonema /l/ (un fonema che non era ancora presente nella lingua avestica) è stato aggiunto per scrivere testi pazend.
La scrittura avestica è alfabetica e l'elevato numero di lettere suggerisce che la sua invenzione  è stata dovuta alla necessità di rendere i testi recitati oralmente con un'alta precisione fonetica. La corretta enunciazione delle liturgie era (ed è tuttora) ritenuta necessaria alla preghiera per essere efficace.
Gli Zoroastriani dell'India, che rappresentano una delle maggiori comunità zoroastriane tra quelle superstiti in tutto il mondo, usano trascrivere l'avestico con un altro alfabeto, basato sulla scrittura brahmi. Questo è uno sviluppo relativamente recente, attestato per la prima volta nei testi del XII secolo ca. di Neryosang Dhaval e di altri teologi Sanskritist Parsi di tale epoca, e che sono circa contemporanei con il più antico manoscritto sopravvissuto in scrittura avestica. Oggi è utilizzata la scrittura gujarati per trascrivere e comporre in lingua avestica: il gujarati è la lingua tradizionale degli Indiani zoroastriani. Alcuni foni o fonemi avestici che non hanno alcun grafema corrispondente vengono trascritti per mezzo di altri segni diacritici, ad esempio, il fonema /z/ in zaraθuštra è scritto con il grafema corrispondente al fonema /j/ accompagnato da un punto.

## Elementi di grammatica avestica

### Fonologia
L'avestico ha mantenuto sibilanti sonore e ha serie di fricative anziché di aspirate. Ci sono varie convenzioni per la traslitterazione dei din dabireh, quella adottata per questo articolo è:
Vocali:
a ā ə ə̄ e ē o ō å ą i ī u ū
Consonanti:
k g γ x xw č ǰ t d δ θ t̰ p b β f
ŋ ŋw ṇ ń n m y w r s z š ṣ̌ ž h
I fonemi y e w sono spesso trascritti come ii e uu, imitando l'ortografia din dabireh.

#### Consonanti
|               | Labiali  | Labiali | Dentali | Dentali | Alveolari | Alveolari | Postalveolari o palatali | Postalveolari o palatali | Velari | Velari | Labiovelari | Labiovelari | Glottali |
| ------------- | -------- | ------- | ------- | ------- | --------- | --------- | ------------------------ | ------------------------ | ------ | ------ | ----------- | ----------- | -------- |
| Nasali        |          | m /m/   |         | n /n/   |           |           |                          | ń [ɲ]                    |        | ŋ /ŋ/  |             | ŋw /ŋʷ/     |          |
| Occlusive     | p /p/    | b /b/   | t /t/   | d /d/   |           |           | č /t͡ʃ/                   | ǰ /d͡ʒ/                   | k /k/  | g /ɡ/  |             |             |          |
| Fricative     | f /ɸ, f/ | β /β/   | θ /θ/   | δ /ð/   | s /s/     | z /z/     | š /ʃ/                    | ž /ʒ/                    | x /x/  | γ /ɣ/  | xw /xʷ/     |             | h /h/    |
| Approssimanti |          |         |         |         |           |           |                          | y /j/                    |        |        |             | v /w/       |          |
| Vibranti      |          |         |         | r /r/   |           |           |                          |                          |        |        |             |             |          |
| Laterali      |          |         |         | l /l/   |           |           |                          |                          |        |        |             |             |          |

#### Vocali
|               | Vocali anteriori | Vocali anteriori | Vocali centrali | Vocali centrali | Vocali posteriori | Vocali posteriori |
| breve         | lunga            | breve            | lunga           | breve           | lunga             |                   |
| Vocali chiuse | i /i/            | ī /iː/           |                 |                 | u /u/             | ū /uː/            |
| Vocali medie  | e /e/            | ē /eː/           | ə /ə/           | ə̄ /əː/          | o /o/             | ō /oː/            |
| Vocali aperte |                  |                  | a /a/           | ā /aː/          |                   | å /ɒː/            |
| Nasali        |                  |                  | ą /ã/           |                 |                   |                   |

### Morfologia

#### Sostantivi
| Caso        | desinenze regolari | desinenze regolari | desinenze regolari | temi in -a: (masc. neut.) | temi in -a: (masc. neut.) | temi in -a: (masc. neut.) |
| Caso        | Singolare          | Duale              | Plurale            | Singolare                 | Duale                     | Plurale                   |
| ----------- | ------------------ | ------------------ | ------------------ | ------------------------- | ------------------------- | ------------------------- |
| Nominativo  | -s                 | -ā                 | -ō (-as), -ā       | -ō (yasn-ō)               | -a (vīr-a)                | -a (-yasna)               |
| Vocativo    | -                  | -ā                 | -ō (-as), -ā       | -a (ahur-a)               | -a (vīr-a)                | -a (yasn-a), -ånghō       |
| Accusativo  | -em                | -ā                 | -ō (-as, -ns), -ā  | -em (ahur-em)             | -a (vīr-a)                | -ą (haom-ą)               |
| Strumentale | -ā                 | -byā               | -bīš               | -a (ahur-a)               | -aēibya (vīr-aēibya)      | -āiš (yasn-āiš)           |
| Dativo      | -ē                 | -byā               | -byō (-byas)       | -āi (ahur-āi)             | -aēibya (vīr-aēibya)      | -aēibyō (yasn-aēibyō)     |
| Ablativo    | -at                | -byā               | -byō               | -āt (yasn-āt)             | -aēibya (vīr-aēibya)      | -aēibyō (yasn-aēibyō)     |
| Genitivo    | -ō (-as)           | -å                 | -ąm                | -ahe (ahur-ahe)           | -ayå (vīr-ayå)            | -anąm (yasn-anąm)         |
| Locativo    | -i                 | -ō, -yō            | -su, -hu, -šva     | -e (yesn-e)               | -ayō (zast-ayō)           | -aēšu (vīr-aēšu), -aēšva  |

#### Verbi
| Persona | Sg. | Du.       | Pl.   |
| ------- | --- | --------- | ----- |
| 1.      | -mi | -vahi     | -mahi |
| 2.      | -hi | -tha      | -tha  |
| 3.      | -ti | -tō, -thō | -ngti |